# Badfinger
I Badfinger sono stati un gruppo musicale rock fondato a Swansea in Galles nei primi anni sessanta, e primi rappresentanti del genere power pop.

## Storia
Il gruppo nacque nel 1961 con il nome The Iveys. Durante gli anni settanta il gruppo fu etichettato dai mass media con il prestigioso titolo di eredi dei Beatles, in parte per via dei loro stretti rapporti di lavoro con i quartetto di Liverpool, ed in parte proprio per via del sound simile. Tuttavia la carriera dei Badfinger ebbe termine bruscamente, quando i due principali frontman e compositori del gruppo, Pete Ham e Tom Evans, si suicidarono, rispettivamente nel 1975 e nel 1983. Ad oggi il loro brano musicale maggiormente ricordato è Without You, che nel corso degli anni ha ricevuto numerose cover, tra cui quella di Harry Nilsson del 1971 e quella di Mariah Carey del 1994.

## Formazione
I Badfinger hanno subito numerosi cambi di formazione, ed alla fine, nessuno dei membri originali del gruppo è rimasto nell'attuale formazione del gruppo.

## Discografia

### Album in studio
- 1969 - Maybe Tomorrow (come The Iveys)
- 1970 - Magic Christian Music
- 1970 - No Dice
- 1971 - Straight Up
- 1973 - Ass
- 1974 - Badfinger
- 1974 - Wish You Were Here
- 1979 - Airwaves
- 1981 - Say No More
- 2000 - Head First

### Live
- 1990 - Day After Day: Live
- 1997 - BBC in Concert 1972-1973
- 2002 - Live 83 - DBA-BFR